# Segunda División femenina de fútbol sala
La Segunda División femenina de fútbol sala es la segunda categoría de fútbol sala femenino en España, justo por debajo de la Primera División, la máxima categoría. Se disputa desde 2008, al implantarla la Real Federación Española de Fútbol como una división intermedia entre la antigua Divión de Honor y las competiciones autonómicas. Actualmente se conoce a la competición bajo el nombre de Segunda RFEF de futsal femenino. Está organizada por el Comité Nacional de Fútbol Sala de la RFEF.

## Temporadas

### Campeones de grupo
Como División de Plata de fútbol sala femenino
| Temporada | Grupo I      | Grupo II          | Grupo III    | Grupo IV           |
| --------- | ------------ | ----------------- | ------------ | ------------------ |
| 2008-09   | CD Burela FS | FSF Castelldefels | CD Campillos | Preconte Telde     |
| 2009-10   | Tecuni Bilbo | Rubí FS           | Roldán FSF   | Ciudad de Alcorcón |
| 2010-11   | Tecuni Bilbo | Rubí FS           | Roldán FSF   | Majadahonda FS     |

Como Segunda División de fútbol sala femenino
| Temporada | Grupo I                    | Grupo II               | Grupo III                       | Grupo IV               |
| --------- | -------------------------- | ---------------------- | ------------------------------- | ---------------------- |
| 2011-12   | Viaxes Amarelle FS         | AE Centelles           | Roldán FSF                      | FSF UCAM Murcia        |
| 2012-13   | Valdetires Ferrol FSF      | Rubí FS                | FSF UCAM Murcia                 | Leganés Masdeporte     |
| 2013-14   | Intersala Promises         | Rubí FS                | FSF UCAM Murcia                 | Majadahonda FSF/Afar 4 |
| 2014-15   | Intersala Promises         | Rubí FS                | FSF UCAM Murcia                 | Leganés Masdeporte     |
| 2015-16   | Tecuni Bilbo               | AD Teldeportivo FSF    | Jimbee Roldán FSF "B"           | Leganés Masdeporte     |
| 2016-17   | CD Orvina Lacturale Gurpea | AD Teldeportivo FSF    | CD Guadalcacín FS               | VP Soto del Real       |
| 2017-18   | AD Sala Zaragoza FS        | Femisport Palau Club   | Almagro FS                      | AD Alcorcón FSF "B"    |
| 2018-19   | Bilbo FS                   | CD La Concòrdia        | Jimbee Roldán FSF "B"           | AD Teldeportivo FSF    |
| 2019-20   | Viaxes Amarelle FS         | AE Penya Esplugues "B" | LBTL Alcantarilla Futsal        | AD Teldeportivo FSF    |
| 2020-21   | Valdetires Ferrol FSF      | FSF Joventut d'Elx     | Deportivo Córdoba Cajasur FS    | Colme Futsal           |
| 2021-22   | Viaxes Amarelle            | Feme Castellón         | STV Roldán B                    | AD Teldeportivo FSF    |
| 2022-23   | FSF O Castro               | Les Corts AE           | Nueces de Ronda Atlético Torcal | CD Chiloeches          |

Como Segunda RFEF de fútbol sala femenino
| Temporada | Grupo I     | Grupo II           | Grupo III               |
| --------- | ----------- | ------------------ | ----------------------- |
| 2023-24   | Bembrive FS | AD Teldeportivo FS | Desguaces París Algaida |
| 2024-25   | Bembrive FS | APenya Esplugues   | Ceuta AD                |

### Ascensos a Primera
| Temporada | Ascensos     | Ascensos          | Ascensos     | Ascensos       |
| --------- | ------------ | ----------------- | ------------ | -------------- |
| 2008-09   | CD Burela FS | FSF Castelldefels | CD Campillos | Preconte Telde |

| Temporada | Ascensos                    | Ascensos           | Ascensos   |
| --------- | --------------------------- | ------------------ | ---------- |
| 2009-10   | Cidade de As Burgas FS      | Ciudad de Alcorcón | MRA Orvina |
| 2010-11   | Universidad de Alicante FSF | Majadahonda FS     | Rubí FS    |

| Temporada | Ascensos              | Ascensos         | Ascensos     | Ascensos            |
| --------- | --------------------- | ---------------- | ------------ | ------------------- |
| 2011-12   | Viaxes Amarelle FS    | AE Centelles     | Roldán FSF   | FSF UCAM Murcia     |
| 2012-13   | Valdetires Ferrol FSF | Poio Pescamar FS | AE Vallirana | Viaxes Amarelle FSF |

| Temporada | Ascensos               | Ascensos            | Ascensos             |
| --------- | ---------------------- | ------------------- | -------------------- |
| 2013-14   | Majadohonda AFAR/4     | Tecuni Bilbo        | Estanda Ordizia      |
| 2014-15   | Valdetires Ferrol FSF  | Elche CF            | Rubí FS              |
| 2015-16   | CD Leganés FS          | FSF UCAM Murcia     | UDC Txantrea         |
| 2016-17   | VP Soto del Real       | Guadalcacín FSF     | Cádiz FSF            |
| 2017-18   | Viaxes Amarelle FSF    | AD Sala Zaragoza FS | Femisport Palau Club |
| 2018-19   | Cidade de As Burgas FS | Bilbo FS            | Xaloc Alicante FS    |

| Temporada | Ascensos            | Ascensos           | Ascensos               | Ascensos            |
| --------- | ------------------- | ------------------ | ---------------------- | ------------------- |
| 2019-20   | Viaxes Amarelle FSF | Intersala Promesas | Torreblanca Melilla CF | AD Teldeportivo FSF |

| Temporada | Ascensos            | Ascensos            | Ascensos                        |
| --------- | ------------------- | ------------------- | ------------------------------- |
| 2020-21   | Atlético Torcal     | Marín Futsal        | Joventut d'Elx                  |
| 2021-22   | Viaxes Amarelle FSF | AD Teldeportivo FSF | LBTL Alcantarilla               |
| 2022-23   | FSF O Castro        | Les Corts AE        | Nueces de Ronda Atlético Torcal |
| 2023-24   | Lainco Rubí         | Guadalcacín FSF     | AD Teldeportivo FSF             |
| 2024-25   | CD Chiloeches       | APenya Esplugues    | Ceuta AD                        |